# Simpelejärvi
Der Simpelejärvi ist ein See an der finnisch-russischen Grenze. Der See liegt fast vollständig in der Landschaft Südkarelien. Lediglich eine Seitenbucht ragt in die Republik Karelien hinein.
Der 88,21 km² große See liegt zwischen dem ersten und zweiten Salpausselkä-Höhenrücken auf einer Höhe von 68,8 m. Am Ufer liegt der Ort Parikkala. Der See fließt über den Sund Kivijärvensalmi zum südlich gelegenen kleinen Nachbarsee Kivijärvi ab, welcher vom Fluss Hiitolanjoki zum Ladogasee entwässert wird.